# 青年学級
青年学級（せいねんがっきゅう）とは、勤労に従事し、又は従事しようとする青年に対し、実際生活に必要な職業又は家事に関する知識及び技能を習得させ、並びにその一般的教養を向上させることを目的として、この法律の定めるところにより市（特別区を含む）町村が開設する事業をいう（青年学級振興法第2条）。

## 概説
青年学級振興法の目的は、勤労青年教育が日本の産業の振興に寄与し、且つ、民主的で文化的な国家を建設するための基盤をなすものであることにかんがみ、社会教育法（昭和24年法律第207号）の精神に基き、青年学級の開設及び運営に関して必要な事項を定め、その健全な発達を図り、もつて国家及び社会の有為な形成者の育成に寄与することであった（同法第1条）。
青年学級振興法は1953年（昭和28年）に制定され、市町村によって運営されてきたが、高校への進学率の高まりや、他の学習機会の増加により、青年学級はその役割を終え、1999年（平成11年）7月16日法律第87号により青年学級振興法は廃止となり、この法制度は無くなった。しかし、地方教育委員会には、独自の予算で青年学級を実施している例があり、特に障害のある青年を対象にした学級を存続させている。